# Бандит (фильм, 1986)
«Бандит» (фр. Attention Bandits!) — фильм (мелодрама) французского режиссёра Клода Лелуша. Другие названия: «Внимание! Бандиты», «Бандиты: осторожно», «Осторожно: бандиты!».

## Сюжет
После десятилетнего заключения известный гангстер Фресне (Жан Янн) выходит на свободу, одержимый единственной целью, — отомстить за погибшую жену. Фресне забирает свою дочь (Мари-Софи Л._, которая все это время воспитывалась в престижном швейцарском пансионе и начинает разрабатывать план мести. Теперь девочке предстоит познакомиться с криминальным миром, полным опасных приключений, похищений и бандитских разборок.

## Съёмочная группа
- Режиссёр и автор сценария: Клод Лелуш
- Продюсер: Таня Зазулински
- Оператор: Жан-Ив Ле Менер
- Художник: Жак Бюфнуар
- Композитор: Франсис Лэй
- Костюмы: Шарлотт Давид

## В ролях
- Жан Янн
- Мари-Софи Л.
- Патрик Брюэль
- Шарль Жерар
- Корин Маршан
- Элен Суржер
- Эдвиж Наварро
- Франсуаз Бетт
- Эрве Фавр
- Жан-Клод Бурбо
- Кристин Барбеливьен
- Жан-Мишель Дюпуа
- Оливье Крувелье
- Хавье Мали
- Анушка
- Лаура Фавали
- Гунилла Карлзен